# Carl Constantin De Carnall
Carl Constantin De Carnall (Scania, 2 luglio 1711 – Selkis, 1º marzo 1773) è stato un generale e nobile svedese.

## Biografia
De Carnall era figlio del barone Ferdinand Ernst von Carnall e di sua moglie, Anna Catharina Sjödahl. Il padre, originario della Curlandia, dal 1701 si era trasferito in Svezia al seguito dell'esercito svedese ed aveva raggiunto il grado di maggiore, prestando servizio a Malmö. A tredici anni, Carl Constantin venne accettato nel 1724 come volontario nel reggimento del padre, e promosso caporale nel 1726, per essere poi nominato capitano il 1 maggio 1728. Nel 1729 il reggimento venne trasferito a Stralsund e trasferito in fureria il 12 maggio 1729. Si dimise dal servizio attivo il 20 gennaio 1734.
Nel 1733, Stanislao I Leszczyński divenne nuovamente sovrano di Polonia, motivo per cui scoppiò la guerra di successione polacca. L'ambasciatore francese a Stoccolma, Charles Louis de Biaudos de Casteja, diede ordine di reclutare un corpo militare polacco per inviarlo a Danzica ad assistere i polacchi che erano alleati dei francesi. DeCarnall fece parte di questo corpo come sergente. Giunto in Polonia a febbraio di quello stesso anno, De Carnall ebbe modo di distinguersi subito al punto da venire presentato personalmente al sovrano e da questi incluso nella sua guardia personale. Promosso tenente il 15 maggio, divenne prigioniero di guerra il 9 luglio di quello stesso anno quando la città cadde in mano alle truppe russe. Venne liberato nell'autunno del 1734 e si stabilì con la sua guarnigione a Königsberg e venne promosso capitano il 2 gennaio 1735. Tuttavia, il re abdicò nel 1736, quindi Carl Constantin tornò in Svezia nel febbraio 1737 e dovette prendere lavoro presso la contessa Hedvig Vilhelmina Dücker a Stoccolma.
Gli venne quindi proposto di aderire al reggimento Ostrobothniano il 4 novembre 1737, lasciando la Dücker e Stoccolma. Prese parte alla Guerra russo-svedese (1741-1743) ed ebbe modo di eccellere versi casi, e durante la guerra al punto che il 24 settembre 1753 venne promosso maggiore. Venne trasferito al reggimento Västerbotten e promosso tenente colonnello il 5 luglio 1757. Prese parte alla guerra di Pomerania e venne inviato in Germania settentrionale con la nomina a comandante di Fehrbellin, col compito di proteggere la città, riuscendo a vincere la battaglia di Fehrbellin che si svolse il 28 settembre di quello stesso anno. Venne quindi promosso comandante della regione dell'Ueckermünde. Dopo la fine della guerra nel 1762, fu nominato tenente colonnello nel reggimento di Södermanland il 17 dicembre, per ricevere poi la stessa posizione nel reggimento di Hämeenlinna il 2 maggio 1764. Il 12 settembre 1769 divenne colonnello e comandante del reggimento di Pori.
De Carnall fu un fervido monarchico e venne coinvolto nei preparativi del colpo di stato di Gustavo III di Svezia del 1772, partecipando poi attivamente alla sua attuazione. Per il suo personale sostegno dato al re, venne promosso al grado di maggiore generale, nominato barone e commendatore dell'Ordine della Spada, il tutto il 12 settembre 1772.
Morì il 1º marzo del 1773.